# Bahnstrecke Fürth–Cadolzburg
| |                      |                                    |                                    |
| Streckennummer: | 5911                 |                                    |                                    |
| Kursbuchstrecke (DB): | 808                  |                                    |                                    |
| Kursbuchstrecke: | 414c (1946)          |                                    |                                    |
| Streckenlänge: | 12,817 km            |                                    |                                    |
| Spurweite: | 1435 mm (Normalspur) |                                    |                                    |
| Streckenklasse: | D4                   |                                    |                                    |
| Streckengeschwindigkeit: | 60 km/h              |                                    |                                    |
| |                      |                                    |                                    |
| \| \| \| von Nürnberg Hbf \| \| \| \| 0,000 \| Fürth (Bay) Hbf (ab 1939) \| 297 m \| \| \| 0,300 \| Fürth Lokalbahnhof (bis 1939) \| Fürth Lokalbahnhof (bis 1939) \| \| \| \| nach Bamberg \| \| \| \| \| nach Würzburg Hbf \| \| \| \| 0,642 \| Rednitz, Siebenbogenbrücke (172 m) \| Rednitz, Siebenbogenbrücke (172 m) \| \| \| 1,534 \| Fürth Westvorstadt \| Fürth Westvorstadt \| \| \| 2,522 \| Fürth-Dambach \| Fürth-Dambach \| \| \| \| Südwesttangente \| \| \| \| \| Main-Donau-Kanal \| \| \| \| 3,216 \| Fürth Alte Veste \| Fürth Alte Veste \| \| \| \| Fürther Straße (Schillischlucht) \| \| \| \| 4,935 \| Zirndorf \| 310 m \| \| \| 6,100 \| Zirndorf Kneippbad (1937–1946) \| Zirndorf Kneippbad (1937–1946) \| \| \| 6,130 \| Zirndorf Kneippallee (ab 1996) \| Zirndorf Kneippallee (ab 1996) \| \| \| 7,898 \| Weiherhof \| 330 m \| \| \| 10,950 \| Egersdorf \| 335 m \| \| \| 12,817 \| Cadolzburg \| 361 m \| \| \| \| \| \| \| Quellen: [1][2] \| \| \| \| |                      |                                    |                                    |
| Strecke |                      | von Nürnberg Hbf                   | von Nürnberg Hbf                   |
| Bahnhof | 0,000                | Fürth (Bay) Hbf (ab 1939)          | 297 m                              |
| ehemaliger Bahnhof | 0,300                | Fürth Lokalbahnhof (bis 1939)      | Fürth Lokalbahnhof (bis 1939)      |
| Abzweig geradeaus und nach rechts |                      | nach Bamberg                       | nach Bamberg                       |
| Abzweig geradeaus und nach rechts |                      | nach Würzburg Hbf                  | nach Würzburg Hbf                  |
| Brücke über Wasserlauf | 0,642                | Rednitz, Siebenbogenbrücke (172 m) | Rednitz, Siebenbogenbrücke (172 m) |
| Haltepunkt / Haltestelle | 1,534                | Fürth Westvorstadt                 | Fürth Westvorstadt                 |
| Haltepunkt / Haltestelle | 2,522                | Fürth-Dambach                      | Fürth-Dambach                      |
| Brücke |                      | Südwesttangente                    | Südwesttangente                    |
| Brücke über Wasserlauf |                      | Main-Donau-Kanal                   | Main-Donau-Kanal                   |
| Haltepunkt / Haltestelle | 3,216                | Fürth Alte Veste                   | Fürth Alte Veste                   |
| Brücke |                      | Fürther Straße (Schillischlucht)   | Fürther Straße (Schillischlucht)   |
| Bahnhof | 4,935                | Zirndorf                           | 310 m                              |
| ehemaliger Haltepunkt / Haltestelle | 6,100                | Zirndorf Kneippbad (1937–1946)     | Zirndorf Kneippbad (1937–1946)     |
| Haltepunkt / Haltestelle | 6,130                | Zirndorf Kneippallee (ab 1996)     | Zirndorf Kneippallee (ab 1996)     |
| Haltepunkt / Haltestelle | 7,898                | Weiherhof                          | 330 m                              |
| Haltepunkt / Haltestelle | 10,950               | Egersdorf                          | 335 m                              |
| Haltepunkt / Haltestelle Streckenende | 12,817               | Cadolzburg                         | 361 m                              |
| |                      |                                    |                                    |
| Quellen: |                      |                                    |                                    |

Die Bahnstrecke Fürth–Cadolzburg, nach dem Rangau auch Rangaubahn genannt, ist eine eingleisige, nicht elektrifizierte Nebenbahn in Bayern. Die ursprünglich als Lokalbahn konzessionierte Strecke verläuft von Fürth über Zirndorf nach Cadolzburg. Im Volksmund wurde sie früher auch als „Cadolzburger Moggerla“ (Moggerla ist Fränkisch und bedeutet Kalb) bezeichnet.

## Geschichte
Die eingleisige, 12,817 Kilometer lange Strecke, wurde am 30. November 1890 bis Zirndorf eröffnet und am 14. Oktober 1892 vollendet. Cadolzburgs Erster Bürgermeister Hans Brandstätter fragte einige Monate später bei der Lokalbahn Aktien-Gesellschaft nach einer Weiterführung der Rangaubahn von Cadolzburg über Deberndorf und Seubersdorf nach Unternbibert an, um die Steinbrüche am Dillenberg mit der Bahn zu erschließen. Die LAG lehnte dies mit Schreiben vom 1. Februar 1894 auf Grund der „ungünstigen Terrainverhältnisse“ ab. Bis zum 1. August 1938 gehörte sie der Lokalbahn Aktien-Gesellschaft in München und wurde dann von der Deutschen Reichsbahn übernommen.

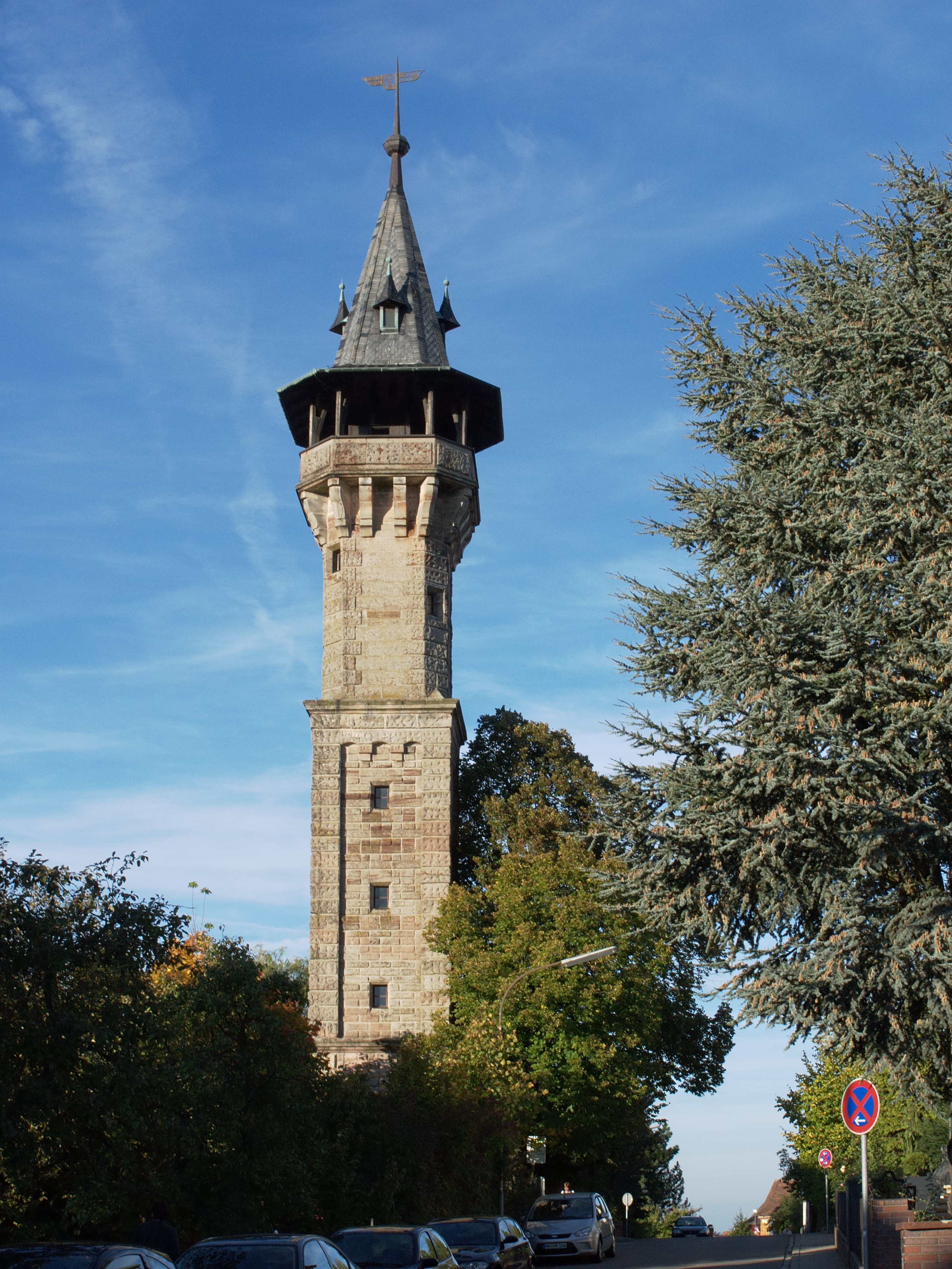
Aussichtsturm, im Volksmund nach dem Aussehen „Bleistift“ genannt

1893 wurde der Aussichtsturm, im Volksmund nach dem vergleichbaren Aussehen des Schreibgerätes „Bleistift“ genannt, durch die Lokalbahn Aktien-Gesellschaft errichtet, um den Ausflugsverkehr nach Cadolzburg zu fördern.
1910 nutzen an einem Sonntag während der Bläih (Kirschblüte) rund 13.000 Fahrgäste den Zug nach Cadolzburg, die LAG führte an diesem Tag 52 Fahrten durch. Am 15. Mai 1937 wird zusammen mit Zirndorfer Kneippbad der Bedarfshaltepunkt Kneippbad eröffnet. Mit dem Sommerfahrplan im April 1946 wurde der Haltepunkt nicht mehr bedient. Um den östlich des Zirndorfer Bahnhofs gelegenen Bahnübergang zu beseitigen, wurde ein Tunnel gebaut. Der Volksmund nannte den am 28. November 1980 eingeweihten Tunnel Schillischlucht nach dem Ersten Bürgermeister Virgilio „Schilli“ Röschlein. 1994 begannen die Bauarbeiten für die Verlegung der Paul-Metz-Straße und der Rangaubahn, um weitere fünf Bahnübergänge zu beseitigen. Am 20. Oktober 1995 wurden die Bauarbeiten abgeschlossen. Am 28. September 1996 wurde der Haltepunkt Zirndorf Kneippallee eröffnet. 1997 plante die Deutsche Bahn die Modernisierung und Elektrifizierung der Strecke. Das Vorhaben wurde um 2004 verworfen. Im August 1997 bestanden entlang der Strecke 18 beschrankte und unbeschrankte Bahnübergänge.
2019 war geplant, die Strecke aus einem Elektronischen Stellwerk (ESTW-R Zirndorf) zu steuern, das aus einer Regionalen Bedienzentrale in Coburg fernbedient werden sollte. Später war geplant, ein abgesetztes ESTW (ESTW-A) in Zirndorf zu errichten, das aus der ESTW-Unterzentrale Fürth gesteuert werden soll. Das ESTW der Bauart Siemens (SIMIS D) ging im November 2024 in Betrieb. Im Zuge des Projekts wurde überprüft, die Ein- und Ausfahrgeschwindigkeiten im Bahnhof Zirndorf auf bis zu 60 km/h anzuheben. Die Umsetzung wurde aus Kostengründen jedoch nicht weiter verfolgt.
In den Jahren 2023 und 2024 wurden Bahnübergänge und Bahnsteige im Abschnitt zwischen Zirndorf und Cadolzburg für insgesamt 13,5 Millionen Euro modernisiert. Bis Ende 2024 soll eine Modernisierung des Abschnitts zwischen Fürth und Zirndorf für weitere 15 Millionen Euro folgen. Im November 2024 teilte die DB mit, die Modernisierung von Bahnübergängen, dem Neubau eines Elektronischen Stellwerks sowie Anpassungen an einem Bahnsteig abgeschlossen und hierfür 28 Millionen Euro investiert zu haben.

### Ausbaupläne
1973 erwog der Fürther Kreistag eine Elektrifizierung der Strecke. In den 1990er Jahren setzte sich die Kreispolitik unter Führung der Landrätin Gabriele Pauli für eine Umrüstung zur Stadtbahn-Strecke und eine damit verbundene Elektrifizierung ein. Vorgesehen waren für dieses Stadtbahn-Netz auch eine Linie von Kleinreuth–Fürth Süd–Altenberg–Leichendorf–Ammerndorf sowie eine Querverbindung von Zirndorf über Altenberg nach Oberasbach oder zur Strecke Nürnberg–Ansbach. In den 1990er Jahren wurde die Elektrifizierung der Rangaubahn im Rahmen eines 90-Millionen-DM-Investitionspaketes aus Bundes- und Landesmitteln erwogen.
Die Überlegungen für eine Zweisystem-Stadtbahn auf der Strecke wurde 1997/1998 verworfen. Pläne für eine Elektrifizierung mit 15 kV führten 1998 zu massiven Widerstand von Anwohnern, die sich gegen die dann notwendige Fällung einiger Bäume wandten. Ein 1998 bei der Regierung von Mittelfranken laufendes Planfeststellungsverfahren zur Elektrifizierung wurde daraufhin ausgesetzt. Im Oktober 2000 gab der Fürther Kreistag das Stadtbahnkonzept endgültig auf.
Im Jahr 2000 gab das bayerische Wirtschaftsministerium bekannt, die Modernisierung der Strecke mit zunächst 6,5 Millionen DM aus einem Budget von insgesamt 23 Millionen DM zu unterstützen. Durch den Ausbau der Stationen und der Zugsicherung sollte der Einsatz 80 km/h schneller Züge ermöglicht werden. Eine Elektrifizierung wurde wiederum erwogen. Nach Realisierung der S-Bahn nach Forchheim sollte über weitere konkrete Schritte gesprochen werden.
Anfang 2002 sagte die Deutsche Bahn zu, die Strecke im Rahmen eines 90-Millionen-DM-Modernisierungsprogramms ab 2003 für 6,5 Millionen DM (3,2 Millionen Euro) zu sanieren. 2003 war geplant, die Ankunft und Abfahrt der Züge nach Abschluss der Sanierung sowie der Fertigstellung der S-Bahn nach Forchheim, an die S-Bahn-Fahrlagen anzupassen.
2004 war geplant, alle Bahnsteige entlang der Strecke zu modernisieren. War dafür zunächst eine Bahnsteighöhe von 76 cm vorgesehen, wurde später mit 55 cm geplant. Die Bahnsteige der beiden Zirndorfer Stationen waren dabei kurz zuvor bereits mit 76 cm umgebaut worden. Am 30. Juli 2007 begann der Neubau der Bahnsteige an den Stationen Fürth Westvorstadt, Fürth-Dambach, Weiherhof, Egersdorf und Cadolzburg. In den Ersatz der alten Erdbahnsteige durch neue Fertigteilkonstruktionen sollten 4,5 Millionen Euro investiert werden.
Eine Durchbindung der Züge der Rangaubahn über die Ringbahn nach Gräfenberg wurde von der Bayerischen Eisenbahngesellschaft geprüft und als unwirtschaftlich eingestuft, obwohl ein vorheriges Gutachten in Auftrag der Stadt Nürnberg zu einem anderen Ergebnis gekommen war.
Der Bahnhof Zirndorf soll 2025 modernisiert werden.

## Betrieb

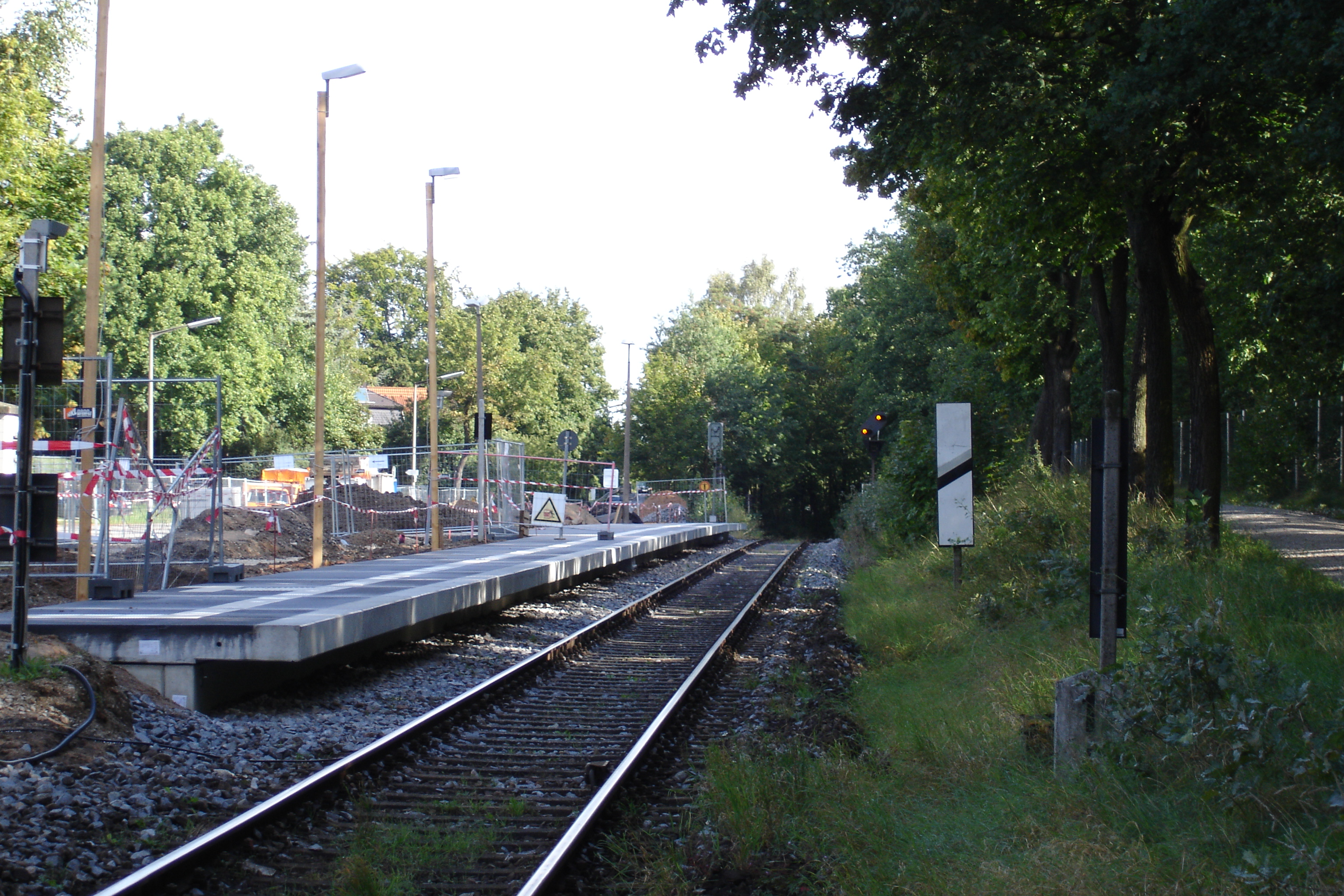
Der Haltepunkt Fürth Westvorstadt mit Blickrichtung Fürth Hauptbahnhof

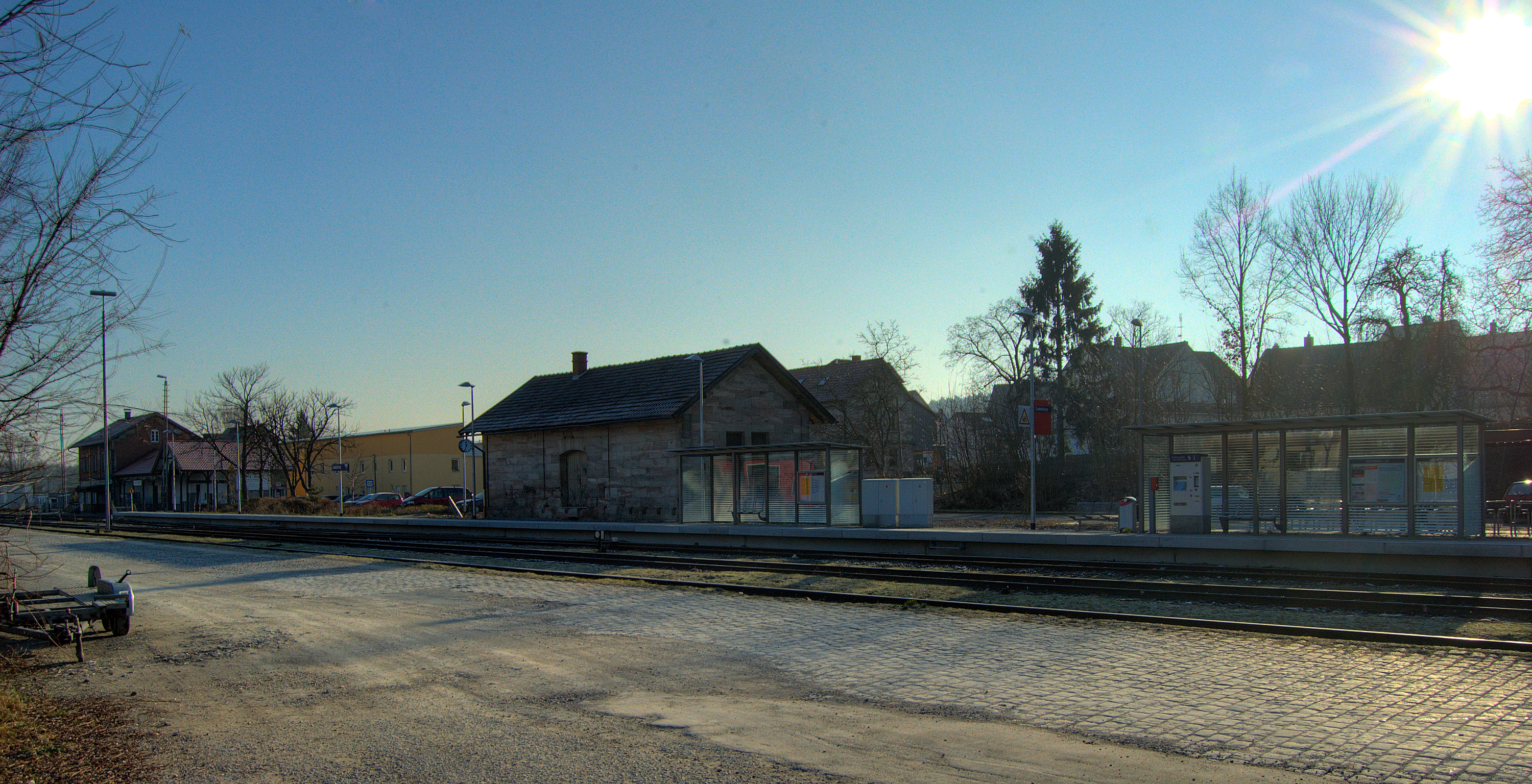
Endbahnhof Cadolzburg

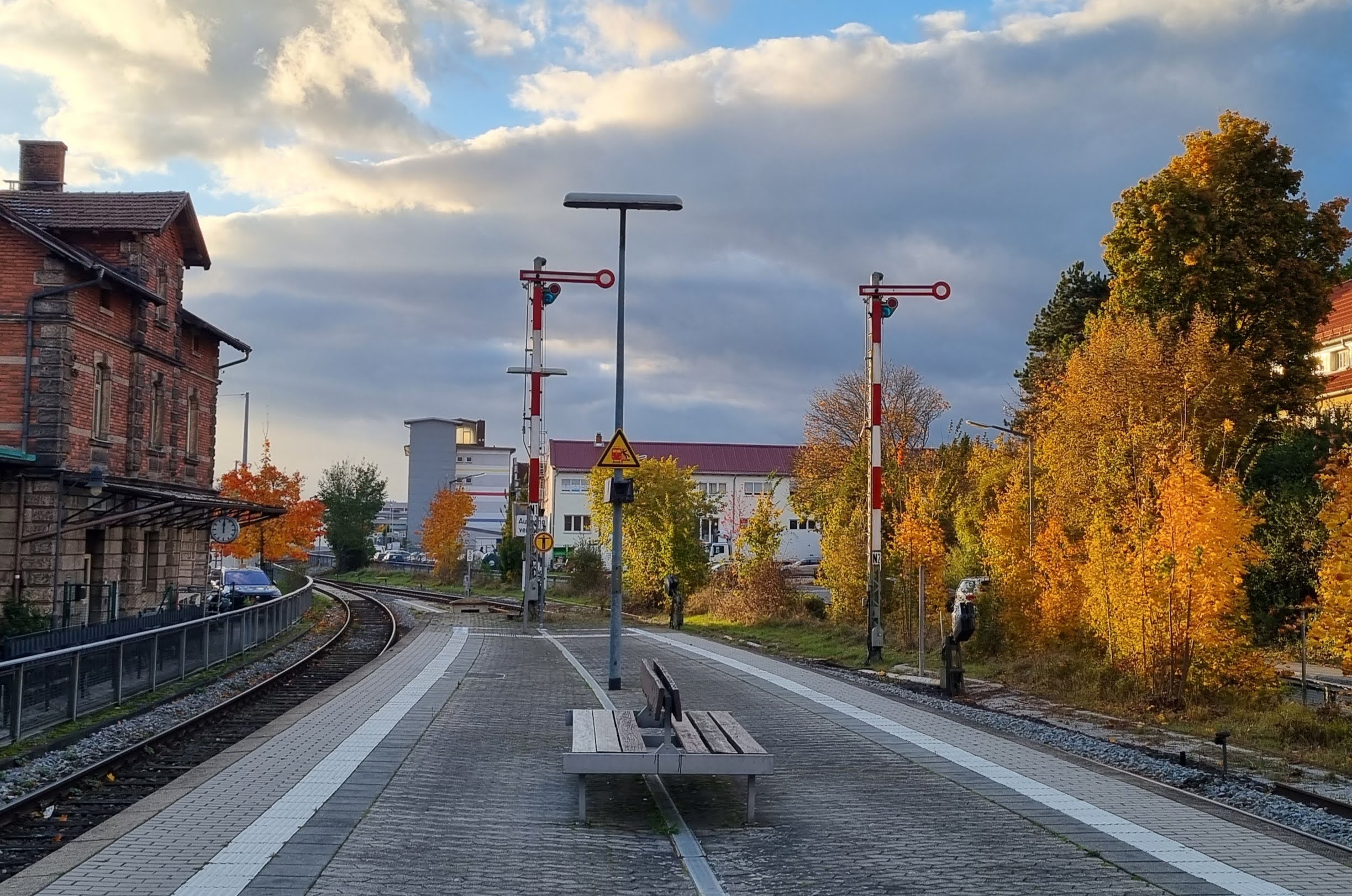
Formsignale am Zirndorfer Bahnhof

Seit dem 27. September 1987 ist die Strecke in den Verkehrsverbund Großraum Nürnberg integriert und wird durch die Linie RB 11 (bis 2020 R 11) bedient. Seit 1996 verkehrt die Linie während der Haupt- und Nebenverkehrszeit im 30-Minuten-Takt; die Kreuzung findet in Zirndorf statt. Der Betrieb wird von DB Regio Franken durchgeführt. Die Reisezeit beträgt 23 Minuten, was einer Reisegeschwindigkeit von knapp 34 Kilometern pro Stunde entspricht.
Der Haltepunkt Alte Veste liegt noch im Stadtgebiet Fürth, die Alte Veste hingegen befindet sich schon auf Zirndorfer Stadtgebiet.
2005 schrieb die Bayerische Eisenbahngesellschaft den Regionalverkehr auf der Rangaubahn im Rahmen des Dieselnetz Nürnberg für die Jahre ab 2009 europaweit aus. Den Zuschlag erhielt später DB Regio.
Mitte Dezember 2015 gab die Bayerische Eisenbahngesellschaft bekannt, die Verkehre im Dieselnetz Nürnberg erneut an DB Regio vergeben zu wollen. Am 4. Januar 2016 erfolgte der formale Zuschlag. Der Verkehrsvertrag läuft von Juni 2019 bis Juni 2031.
Am Bahnhof Zirndorf steigen täglich etwa 1400 Menschen ein und aus.
Das mechanische Stellwerk im Bahnhof Zirndorf aus dem Jahr 1955 war in Teilen eine Sonderbauform und mit einem Umbauverbot belegt. Eine Besonderheit des Zirndorfer Bahnhofes innerhalb der Region Nürnberg war bis November 2024 die Nutzung alter Formsignale.
Die Strecke hat 17 Bahn- bzw. Reisendenübergänge. Sie wird über zwei Basisstationen mit GSM-R versorgt.

## Fahrzeugeinsatz

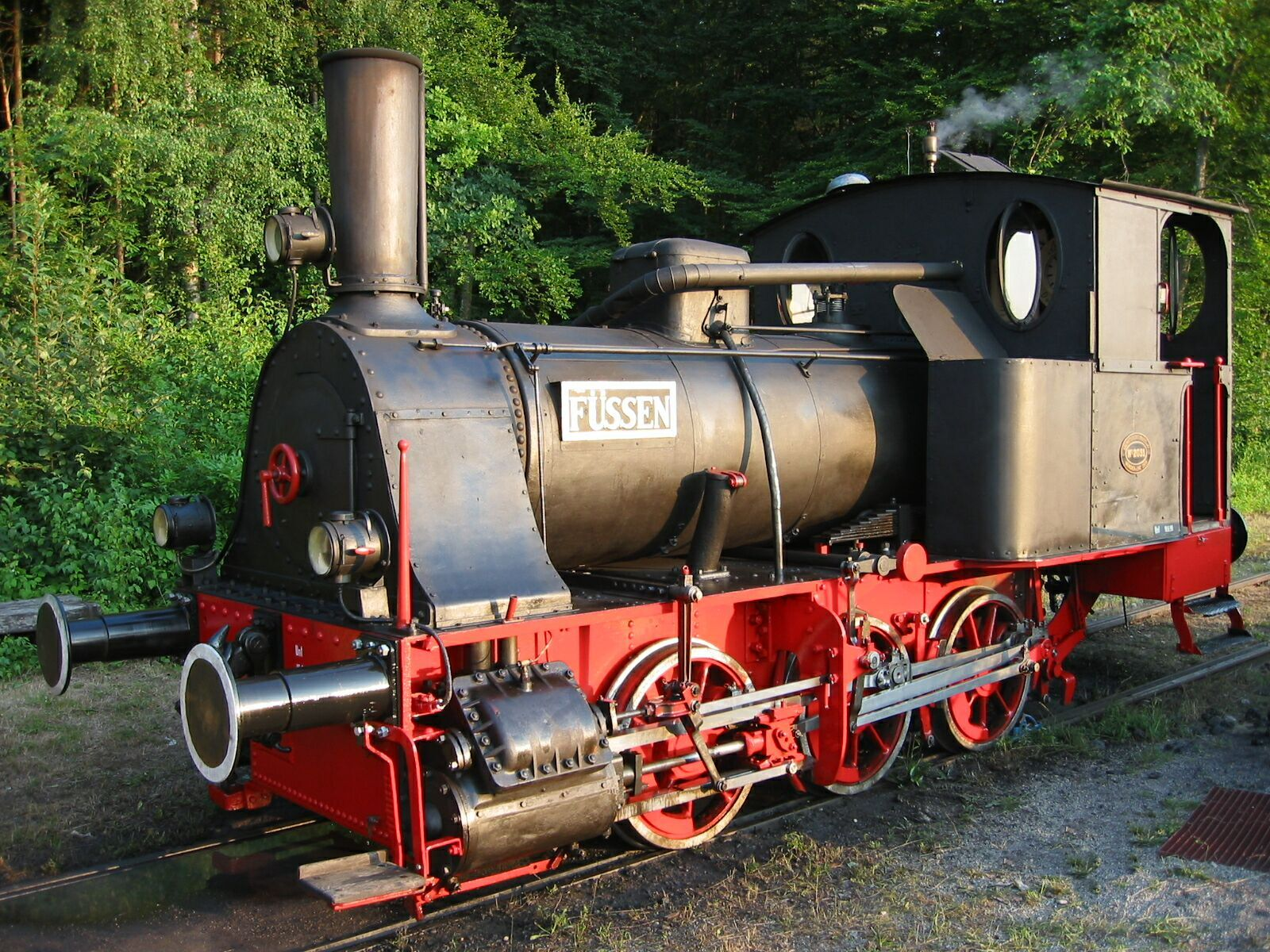
Lokomotive FÜSSEN

Ab 1901 kam auf der Rangaubahn die Lokomotive FÜSSEN zum Einsatz, die bis heute museal erhalten blieb. Jedoch hatten solche kleinen Dreikuppler große Probleme mit schweren Zügen auf der Steigung zwischen Zirndorf und Weiherhof, weshalb die Maschine schon 1911 nach Oberschwaben weitergereicht wurde.
Seit dem Fahrplanwechsel am 14. Dezember 2008 werden auf der Rangaubahn Dieseltriebzüge der Baureihe 648 eingesetzt. Zuvor verkehrten hauptsächlich Züge der Baureihe 614, im morgendlichen Berufsverkehr bestand ein Zug aus einer Diesellokomotive der Baureihe 218 und einer Garnitur n-Wagen. Seit dem Fahrplanwechsel im Juni 2006 pendelte außerdem am Wochenende ein Triebwagen der Baureihe 642 zwischen Fürth und Cadolzburg. Seit Juni 2019 verkehren neben den Lint 41 (Baureihe 648) auch neue Fahrzeuge Lint 54 (Baureihe 622).